# Acaciacoccus hockingi
Acaciacoccus hockingi är en insektsart som beskrevs av Williams och Matile-ferrero 1994. Acaciacoccus hockingi ingår i släktet Acaciacoccus och familjen ullsköldlöss.
Artens utbredningsområde är Tanzania. Inga underarter finns listade i Catalogue of Life.